# لیتل نایتمرز ۳
لیتل نایتمرز ۳ (به انگلیسی: Little Nightmares III) یک بازی ویدئویی رو به انتشار در سبک سکوبازی معمایی و ترس و بقا است که توسط سوپرمسیو گیمز توسعه یافته و به‌وسیلهٔ باندای نامکو انترتینمنت برای پلت‌فرم‌های نینتندو سوئیچ، پلی‌استیشن ۴، پلی‌استیشن ۵، ایکس‌باکس وان، ایکس‌باکس سری اکس/اس، و مایکروسافت ویندوز منتشر خواهد شد. این بازی به عنوان دنباله‌ای مستقل از دو قسمت اول لیتل نایتمرز به‌شمار می‌رود. داستان بازی دربارهٔ دو قهرمان کوچک جدید به نام‌های لو و الون است که در مکانی ناکجاآباد در حال حرکت هستند و از دست تهدیدی که به دنبالشان است فرار می‌کنند. این دو شخصیت مکانیک روندبازی متفاوتی با یکدیگر دارند؛ لو تیر و کمان در دست دارد، و الون از آچارش استفاده می‌کند. همانند نسخه‌های پیشین خود، این بازی نیز در یک فضای ۲٫۵ بعدی اتفاق می‌افتد. لیتل نایتمرز ۳ قرار است در تاریخی نامشخص در سال ۲۰۲۵ عرضه شود.